# 普法尔茨费尔德
普法尔茨费尔德是德国莱茵兰-普法尔茨州的一个市镇。总面积5.27平方公里，总人口577人，其中男性295人，女性282人（2011年12月31日），人口密度109人/平方公里。